# Thérèse-Klasse
Die Thérèse-Klasse war eine Klasse von zwei Kriegsschiffen der französischen Marine, die von 1761 bis 1767 in Dienst stand.

## Geschichte
Während des Siebenjährigen Krieges (1756–1763) wurde durch Frankreich eine Invasion der britischen Inseln geplant. Für diesen Zweck wurden ab Anfang 1759 an der Küste des Ärmelkanals etwa 100.000 Mann zusammengezogen und entsprechende Transportfahrzeuge gebaut. Zur artilleristischen Unterstützung dieser amphibischen Landungsoperation wurden im gleichen Jahr zwölf flachgehende Schiffe, welche als Prames bezeichnet wurden, geordert.
Von diesen wurden zwei Schiffe durch den Schiffbaumeister Joseph-Louis Ollivier entworfen und in einer Werft im flämischen Dünkirchen zwischen Oktober 1759 und Juli 1761 gebaut. Schwesterklassen waren die Fortunée-Klasse (6 Einheiten, 1087 Tonnen, 22 Geschütze) und Louise-Klasse (4 Einheiten, 1040 Tonnen, 22 Geschütze).

## Einheiten
| Name      | Bauwerft            | Kiellegung   | Stapellauf         | Indienststellung | Verbleib                                                           |
| --------- | ------------------- | ------------ | ------------------ | ---------------- | ------------------------------------------------------------------ |
| Thérèse   | Werft in Dünkirchen | Oktober 1759 | 24. September 1760 | Juli 1760        | Verwendung als Hulk in Brest ab Januar 1766, nach 1783 abgebrochen |
| Christine | Werft in Dünkirchen | Oktober 1759 | 23. November 1760  | Juli 1761        | Verwendung als Hulk in Brest ab 1767, nach 1783 abgebrochen        |

## Technische Beschreibung

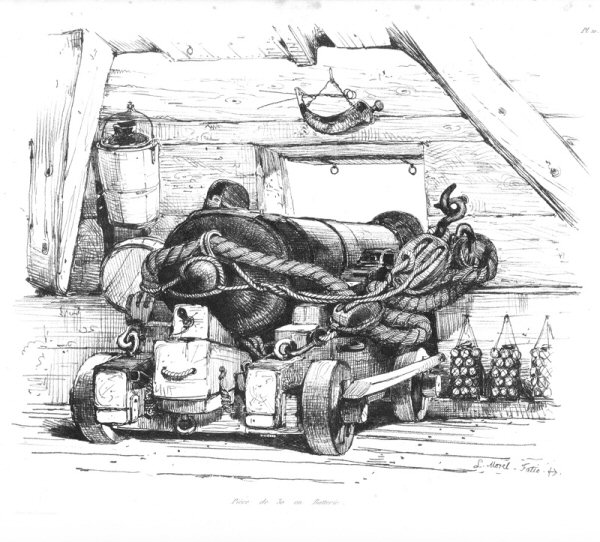
Zeichnung einer französischen
36-Pfünder-Kanone.

Die Schiffe der Klasse hatten eine Länge von 42,88 Metern (Geschützdeck), eine Breite von 11,94 Metern und einen Tiefgang von 2,92 Metern bei einer Verdrängung von 1000 Tonnen. Sie führten eine klassische Ketschbesegelung mit Marssegeln an einem Großmast und einem deutlich kleineren Besanmast. Die Bewaffnung bestand bei Planung aus 22 Geschützen und ab 1767 aus zwei 12-Zoll-Mörsern, vierundzwanzig 36-Pfünder-Kanonen und zwölf 12-Pfünder-Kanonen.

## Besatzung
Die Besatzung hatte eine Stärke von 150 Mann (Offiziere und Unteroffiziere bzw. Mannschaften).